# Daniela Lehárová
Daniela Lehárová z domu Turková (ur. 17 maja 1954 w Pradze) – czeska tłumaczka literatury polskiej.

## Życiorys
Studiowała historię literatury czeskiej i polskiej na Uniwersytecie Karola w Pradze. W latach 1980–2016 pracowała jako bibliotekarka Biblioteki Słowiańskiej w Bibliotece Narodowej Republiki Czeskiej w Pradze.
Współpracuje z wydawcami jako lektor, redaguje tłumaczone teksty, opatrując przekłady wprowadzeniami przybliżającymi sylwetki autorów i tematykę ich pracy.
W 2021 otrzymała nagrodę literacką ZAiKS-u za przekład literatury polskiej na język obcy.
Jej mężem był historyk czeskiej literatury Jan Lehár (1949–2004).

## Praca
Stworzyła przekłady:
- Černý potok (Czarny potok), Leopolda Buczkowskiego (1982)
- Památník z Varšavského povstání (Pamiętnik z powstania warszawskiego), Mirona Białoszewskiego (1985)
- Mše za město Arras (Msza za miasto), Andrzeja Szczypiorskiego (1998)
- Vítr ve větvích̟ (Wiatr w gałęziach), Adama Zagajewskiego (2004)
- Domov (Dom), Henryka Grynberga (2015)

Uczestniczyła w przygotowaniu samizdatowej antologii współczesnej poezji polskiej Slovo a zeď (Słowo i ściana, 1988) oraz wyboru eseistyki Adama Michnika Sokratův stín (Cień Sokratesa, 1998).